# Фоминский (Вологодская область)
Фоминский — починок в Кичменгско-Городецком районе Вологодской области.
Входит в состав Кичменгского сельского поселения (с 1 января 2006 года по 1 апреля 2013 года входил в Куриловское сельское поселение), с точки зрения административно-территориального деления — в Куриловский сельсовет.
Расстояние до районного центра Кичменгского Городка по автодороге составляет 42 км. Ближайшие населённые пункты — Горка, Окинин Дор, Усть-Сямженец.
Население по данным переписи 2002 года — 25 человек (9 мужчин, 16 женщин). Всё население — русские.